# Бодянский, Осип Максимович
О́сип Макси́мович Бодя́нский (рус. дореф.: Iосифъ, позднее — Осипъ Максимовичъ Бодянскій; укр. О́сип (Іосип, Йосип) Макси́мович Бодя́нський; 31 октября (12 ноября) 1808 (также встречается — 3 [15] ноября 1808), Варва, Лохвицкий уезд, Полтавская губерния, Российская империя — 6 (18) сентября 1877, Москва, Российская империя) — российский учёный: филолог, историк, археограф, один из первых славистов в царской России, писатель, переводчик, редактор, издатель древнерусских, древнеславянских литературных и исторических памятников, фольклорист, поэт-романтик.

## Биография

### Годы учения

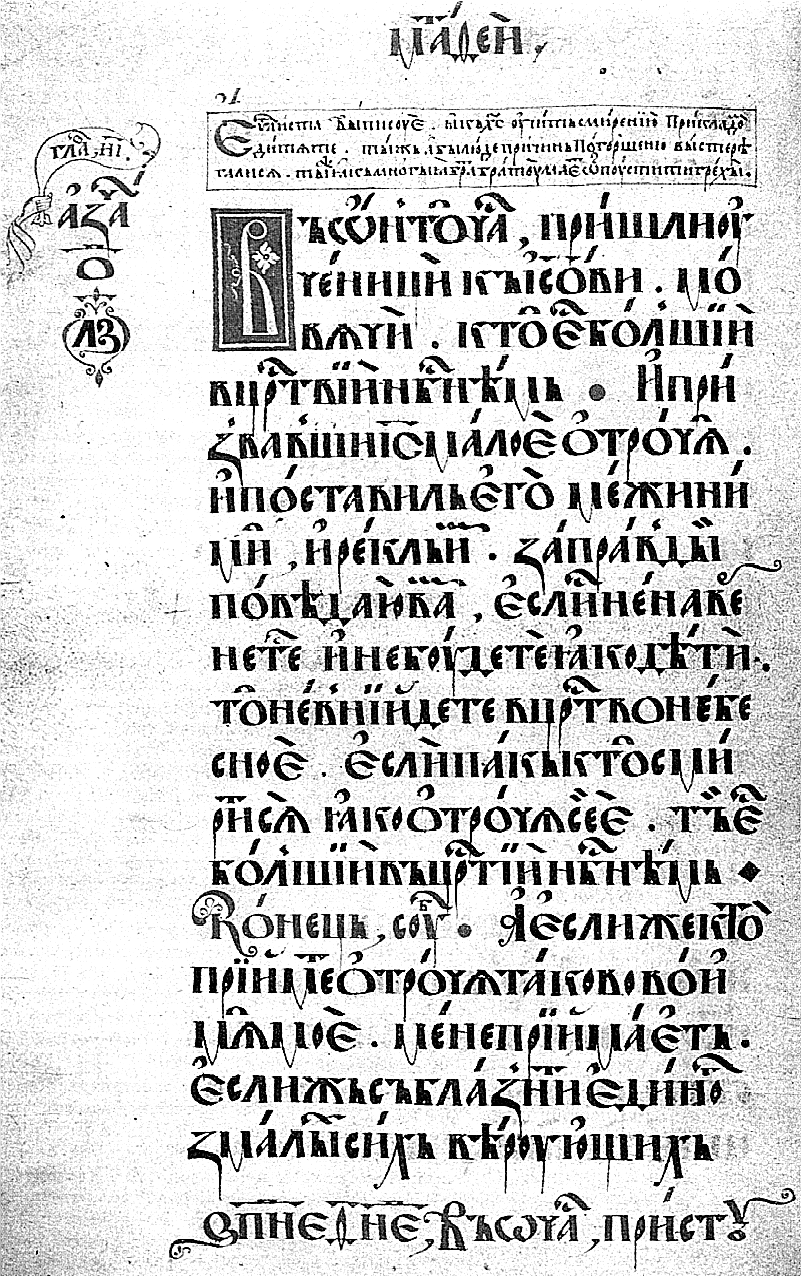
Страница из «Пересопницкого евангелия» 1556—1561 гг.

Родился в семье сельского священника украинского происхождения. Дом, где в 1808 году родился, провёл детские годы будущий филолог, историк и археограф, сохранился до нашего времени (Варва, улица Бодянских, 3) и ему 21.08.2009 присвоен статус памятник истории местного значения.
Среднее образование в 1825—1831 годах получал в Полтавской духовной семинарии, находившейся в Переяславе, где освоил современные и старославянский языки, выучил сербский язык. Большое впечатление на юношу произвёл сборник сербских песен Вука Караджича, под влиянием которого он начал собирать украинские песни. Во время учёбы обнаружил в библиотеке Переяславского собора литературный памятник XVI века — «Пересопницкое Евангелие», которое передал в семинарскую библиотеку.
По окончании семинарского курса в 1831 году, получив увольнение из духовного ведомства, он поступил в Императорский Московский университет — на отделение словесных наук философского факультета. В университете Бодянский сблизился с Николаем Станкевичем, участвовал в его философско-литературном кружке. Вместе с Бодянским учились С. М. Строев, И. А. Гончаров и др. В университете Бодянский встретил поддержку и покровительство профессора М. Т. Каченовского и его оппонента М. П. Погодина. .
Под влиянием М. А. Максимовича, через которого в октябре 1832 года он познакомился с Николаем Гоголем, начал заниматься собранием и исследованием украинских песен. С Гоголем у него завязались близкие дружественные отношения, поддерживаемые до самой смерти Николая Васильевича.
В журнале «Московский наблюдатель» в 1831 году (№ 15—16) публиковал свои первые печатные работы. Среди них был весьма содержательный отзыв о сборнике Я. Коллара — «Народные спеванки, или Песни словаков в Угрии».
В 1833 году в «Молве» Надеждина опубликованы ранние стихи Бодянского на украинском языке («Казацкая песня», «Епитафия Богдану Хмельницкому» и др.). Не отличаясь (по мнению критики) поэтическим совершенством, они не принесли ему особой славы.
Под руководством Каченовского публикует свою первую научную работу — «О мнениях касательно происхождения Руси», в которой оспаривает гипотезу норманнского происхождения Руси. За эту работу получил степень кандидата словесных наук по окончании университета в 1834 году (в 1835 году эта работа публикуется в «Сыне отечества и северном архиве»).
В этом же году им опубликованы две рецензии в Телескопе и статья о произведениях Г. Ф. Квитки-Основьяненко в «Учёных записках Московского университета».
С ранних лет он был тесно связан с украинской культурой, для которой много сделал сам, собирая украинские песни, его собрание насчитывало около 8 тысяч песен. В 1835 году Бодянский публикует два сборника, посвящённые украинскому фольклору: «Малороссийские вирши» (под псевдонимом Бода-Варвынец) и сборник украинских народных сказок в собственном поэтическом переложении «Наськы украинськы казкы» (под псевдонимом Запорозьця Иська Матырынки).
В этом же году Бодянский оставляет занятия художественной литературой и концентрируется исключительно на научных трудах.

### Научная и преподавательская деятельность
На протяжении 1835—1837 годов Бодянский преподаёт латынь и историю во Второй Московской гимназии.
Защитив магистерскую диссертацию «О народной поэзии славянских племён», он стал в 1837 году первым в России магистром словесных наук (славянских наречий). Диссертация была переведена на чешский, сербский, немецкий и итальянский языки.
С 1837 года член Московского общества истории и древностей (ОИДР).
После этого Бодянский отправился в научную командировку за границу для подготовки к профессорскому званию и провёл 1837—1842 годы в основном в славянских территориях тогдашних Пруссии, Австрии, а также в Италии, много времени работал в Вене, Пеште и Праге. В поездке занимался исследованиями как в светских, так и в монастырских собраниях.
Устанавливает личные контакты с современными деятелями славянской науки и культуры (Людевитом Гаем, Вацлавом Ганкой, Вуком Караджичем, Ернеем Копитаром, Яном Колларом, Йозефом Юнгманом и другими).
За границей в Праге, по рекомендации М. П. Погодина, Бодянский знакомится с П. Й. Шафариком, работает под его руководством. Возвратившись в Россию, публикует сочинения Шафарика в собственном переводе на русский язык.
Отчёт о зарубежной поездке был оформлен в «Донесении г-ну министру народного просвещения магистра Московского университета Иосифа Бодянского из Праги» (Журнал министерства народного просвещения, 1838. Т. 18. С. 392—404), а также нашёл отражение в статье «О древнейшем свидетельстве, что церковно-книжный язык есть славяно-булгарский» (Там же. 1843. Т. 38. С. 130—168), приложение которой содержало найденный Бодянским во Вроцлаве список XVI в. Сказания Храбра Черноризца.
Во время пребывания за рубежом Бодянский собрал значительную библиотеку рукописей и печатных изданий XIII—XIX веков, насчитывающую почти 3 тысячи единиц хранения. В частности она содержала труды чешского учёного Йосефа Добровского, словацкого филолога Антона Бернолака, сербского лингвиста Вука Караджича, а также словари, хрестоматии, буквари славянских языков, сборники, периодические издания, сочинения по истории, географии и славянографии. В 1843 году часть этой библиотеки была приобретена Московским университетом и в настоящее время хранится в Отделе редких книг рукописей Научной библиотеки МГУ имени М. В. Ломоносова. Издан каталог этой коллекции — Славянская учебная библиотека О. М. Бодянского: Кат./ Сост. Л. Ю. Аристова. М.: Издательство МГУ, 2000. 336 с.
В 1842 году занял кафедру истории и литературы славянских наречий в Московском университете в должности экстраординарного с 1847 — и. д. ординарного; с 1855 — ординарного профессора.. Ещё до отъезда за границу Бодянский занимался преподаванием латыни. Овладев за границей чешским, польским и словацким языками, он преподавал их по возвращении на родину студентам Московского университета, дополняя практические занятия изучением общей истории славянских народов, славянской археологии (курс «Славянские древности»).
В 1844 году Бодянский познакомился с Тарасом Шевченко. В последующем Осип Максимович всегда поддерживал Тараса Григорьевича и высоко ценил его творчество, защищая в том числе и перед Гоголем.
С 1845 года становится секретарём Императорского Московского общества истории и древностей Российских при Московском университете. В этом звании издавал (1846—1848 и 1858—1877) «Чтения в Императорском Обществе Истории и Древностей Российских при Московском Университете», которые под его редакцией стали изданием периодическим, оказавшим существенное влияние на российское историческое языкознание. В 23-х книгах «Чтений», изданных им с 1846 по 1848 годы, Бодянский опубликовал много древних памятников русской и славянской письменности, это «Прение митрополита Даниила с Максимом Греком», «Прение Даниила со старцем Вассианом», «Грамматическое исследование русского языка» Юрия Крижанича, «Летопись Густынского монастыря», а также много своих оригинальных и переводных статей.
В июньской книге «Чтений» 1848 года Бодянский напечатал перевод сочинения английского посла в Москве Джильса Флетчера «О государстве русском» (1591), в котором рассказывалось о России конца XVI века времён Ивана IV Грозного. Император Николай I усмотрел в этой книге «оскорбительные для России, русских монархов и русской церкви отзывы», за что он распорядился устранить Бодянского от секретарских обязанностей. Учёный должен был покинуть Москву и отправиться преподавать в Казанский университет. Издание «Чтений» было также прекращено, вместо них стал выходить «Временник Императорского Московского общества истории и древностей Российских». Бодянский от переезда в Казань отказался, его нежелание занять место в Казанском университете стало причиной увольнения его в отставку 2 января 1849 года.

### Годы зрелости
Спустя почти год — 22 декабря 1849 году Бодянский был вновь определён в прежнем звании в Московский университет на профессуре.
В эти годы он сближается с кругом московских славянофилов и с С. Т. Аксаковым, многие интересы объединяют его со своими земляками: Н. В. Гоголем, Т. Г. Шевченко и М. А. Максимовичем.
После своего отстранения и до 1855 года Бодянский ничего не издавал, сосредоточившись на профессуре, и лишь в этом году вышла его докторская диссертация «О времени происхождения славянских письмён», которая до сих пор сохранила значение справочного издания.
В 1854 году Бодянский становится членом-корреспондентом Петербургской Академии наук.
В 1857 году он выступает со статьями в славянофильской газете братьев Аксаковых «Молва».
С 1858 года он снова был избран секретарём Московского общества истории и древностей и редактором «Чтений ОИДР».
В них по-прежнему печаталось много материалов и исследований по русской истории, например, «Житие Бориса и Глеба», «Житие Феодосия Печерского», материалы о деятельности Кирилла и Мефодия, «Собрание великорусских песен» И. В. Киреевского.
С 1859 года до перехода к М. Н. Каткову в 1861 году Бодянский заведовал также типографией Московского университета.
В 1864 году совершил вторичную поездку за рубеж, во время которой побывал в хорватском Дубровнике, чешской Праге, многонациональной Вене, лужичанском Бауцене (Будишине). В 1860-х годах в «Чтениях общества истории и древностей Российских» были напечатаны первоисточники XVII—XVIII вв., относящиеся к истории Южной России и Малороссии. В частности:
- «Густынская летопись».

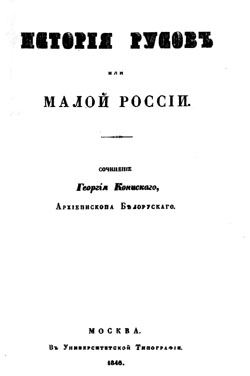
«История русов», 1846 год.

- «Летописное повествование о Малой России и её народе и казаках вообще» Александра Ригельмана.
- «История о донских казаках» Александра Ригельмана.
- «Летопись Самовидца».
- «Источники Малороссийской истории» Дмитрия Бантыш-Каменского.
- «Диариуш» Николая Ханенко.
- «Реестр Войска Запорожского 1649 года».

Были опубликованы в «Чтениях» и другие бесценные труды и документы. 
Я решил во что бы то ни стало обнародовать малороссийские летописи; собрал их множество и собираю беспрестанно. Надеюсь… успеть, и за мною никому не угоняться, хоть бы и на украинском коне. Я ведь и сам козак. После летописей примусь и за официальные бумаги, в коих недостатка нет и быть не может.
 — писал Бодянский М. А. Максимовичу.
В 1868 году профессорская деятельность Бодянского была прекращена.
Причиной этому стали выступления Бодянского в защиту университетского Устава 1863 года и университетской автономии, направленные против Михаила Каткова и Павла Леонтьева. Имеется сообщение, что он вышел на пенсию в звании заслуженного профессора.
Оставив кафедру, Бодянский продолжает научную работу, собирает и издаёт памятники славянской письменности («Кирилл и Мефодий. Собрание памятников, до деятельности святых первоучителей и просветителей славянских племен относящихся», т. 1—2, 1863—1866; «Паннонское житие Кирилла. Списки 13—16», 1873; и другие).
Не много, — говорит И. И. Срезневский, — было у нас таких самоотверженных деятелей, каким был Бодянский; нельзя не признавать его заслуг, как заслуг важных, достойных благодарности общей.
К числу прочих его заслуг следует признать налаживание связей русских славистов с западнославянскими славистами (Ф. Палацкий, Л. Суровецкий, Шафарик) и деятелями культуры (Л. Гай, В. Ганка, Вук Караджич, Е. Копитар, Я. Коллар, Й. Юнгман).
К числу недостатков Бодянского следует отнести не всегда выверенное отношение к публикуемым текстам. Так, он стал инициатором издания летописи XVIII века «История русов», фактологическая достоверность которой доныне вызывает сомнения в научном сообществе. Её автором вначале считался архиепископ Георгий (Конисский), затем — Г. А. Полетика.
Бодянский был членом Общества истории и древностей югославян в Загребе (1850), Общества сербской словесности (1855), Общества любителей Российской словесности (1858).

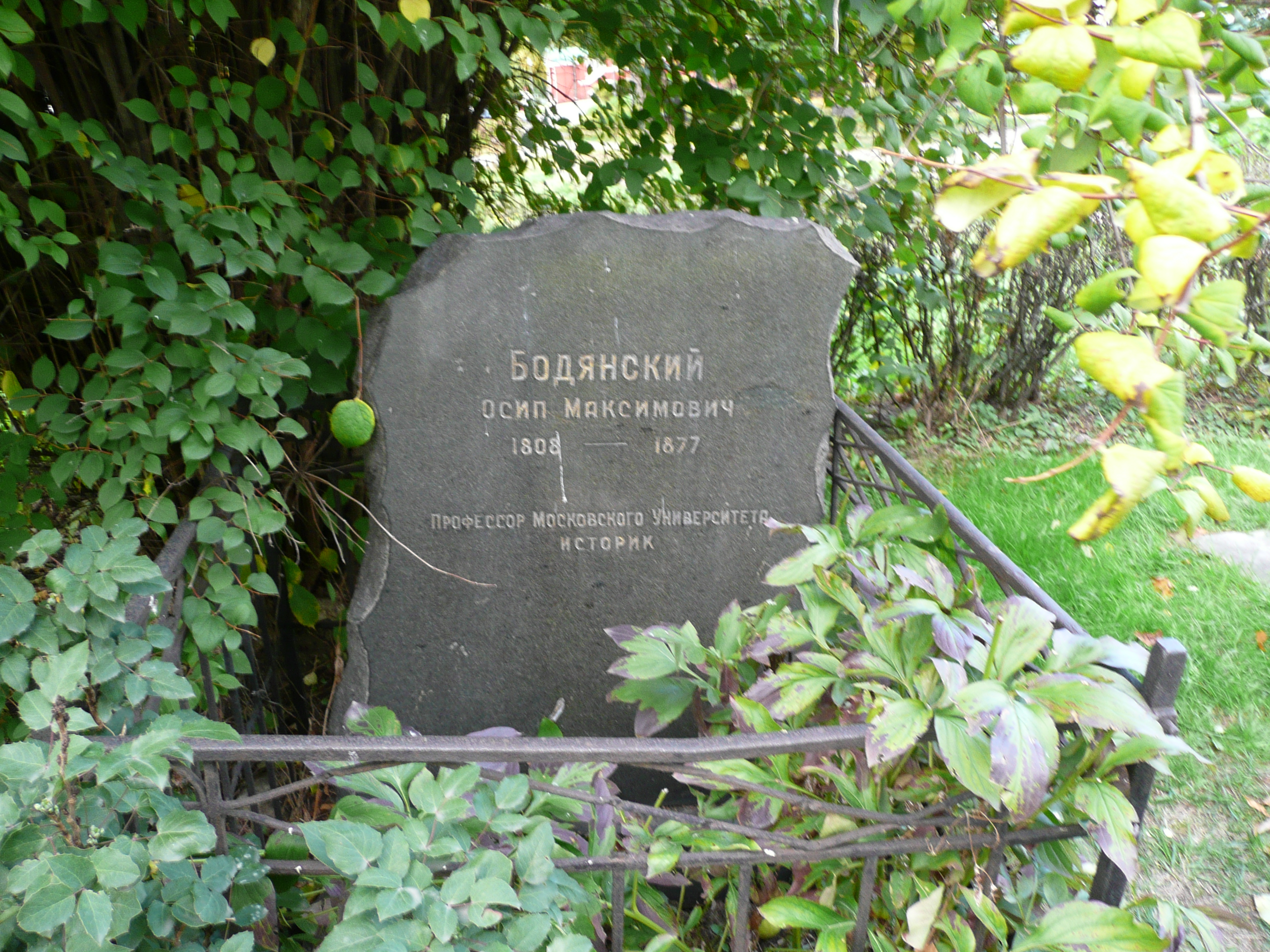
Могила Бодянского в Новодевичьем монастыре

Умер Бодянский в Москве, 6 (18) сентября 1877 года и был похоронен в Новодевичьем московском женском монастыре рядом с Дювернуа, М. П. Погодиным, Ф. И. Буслаевым и другими коллегами.

## Вклад в украинскую филологию
Бодянский является основателем сравнительного изучения украинского и других славянских языков. В его произведениях приводится обоснование самобытности украинского языка, исследуется его история, фонетика и грамматика. Бодянский отстаивал фонетические принципы построения украинского правописания, ратовал за нормализацию украинского литературного языка на основе полтавского диалекта.

## Память
- 2 марта 2009 года указом Президента Украины Виктора Ющенко Владимиру Мельниченко[21] за книгу «На славу нашей преславной Украины. Тарас Шевченко и Осип Бодянский»[22] была присуждена Национальная премия Украины имени Тараса Шевченко[23].

## Псевдонимы
В своей литературной и научной деятельности Бодянский использовал следующие псевдонимы: Бода-Варвынец; Бода-Варвынец, А.; Бода-Варвинець, А.; Дальберг О. Варвинский; Запорозец Исько Матырынка; Мастак, И.; Муций Сцевола; О. Б.; Радушин, Е.; * N.

## Произведения

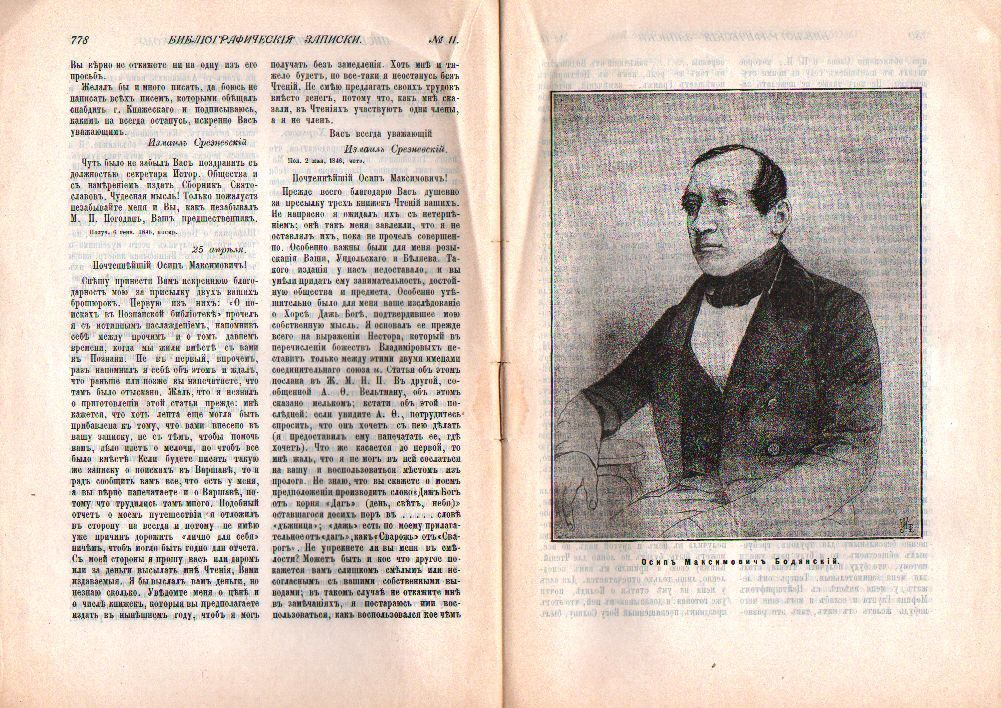
Переписка И. И. Срезневского и О. М. Бодянского // «Библиографические записки», 1892

### Автор
- 1833 год — Малороссийские вирши. Москва[16].
- 1835 год — Наськы украинськы казки. Москва[16].
- 1835 год — О мнениях касательно происхождения Руси.// «Сын отечества». № 37-39[16]
- 1835 год — Рассмотрение различных мнений о древнем языке северных и южных руссов. Москва[16].
- 1837 год — О народной поэзии славянских племён. Москва[16].
- 1855 год — О времени происхождения славянских письмен. Сочинение О. Бодянского. Москва, В университетской типографии. Переиздано в 2007 году[16].
- 1856 год — Новые открытия в области глаголицы. Москва[16].
- 1857 год — Кирилл и Мефодий. Москва[16].
- 1865 год — Ломоносов, как Профессор-Академик. // Сб. Празднование столетней годовщины Ломоносова. Москва[16].
- 1891 год — Выдержки из дневника О. М. Бодянского // Сб. ОЛРС. Москва[16].
- 1892 год — Письма к Станку Вразу в Загреб. // Сб. «Живая Старина». СПб[16].
- 1897 год — Мои воспоминания. Москва[16].
- 1905 год — Письма к Вячеславу Ганке из славянских земель. Варшава[16].
- 1905 год — Из бумаг О. М. Бодянского // ЧОИДР. № 2[16].
- 2006 год — О. М. Бодянский. Дневник 1852—1857.

### Переводчик
Источник — Электронные каталоги РНБ
- Винодольский закон 1280 года, писанный глагольским письмом / Пер. с сербского О. Бодянского. — М.: Унив. тип., 1864. — 42 с. — (Из: Чтения в Имп. о-ве истории и древностей российских. — 1864. — № 4).
- Зубрицкий Д. И. Критико-историческая повесть временных лет Червонной или Галицкой Руси : От водворения христианства при князьях поколения Владимира Великого до конца XV ст / Пер. с пол. О. Бодянского. — М.: Имп. О-во истории и древностей рос. при Моск. ун-те, 1845. — 420 с.
- Палацкий Ф. О русском князе Ростиславе, отце чешской королевы, Кунгурты, и роде его : Крит. исслед / Пер. с чеш. О. Бодянского. — М.: Унив. тип., 1846. — 17 с. — (Отт. из: Чтения в О-ве истории и древностей рос. при Моск. ун-те. — 1846. — № 3).
- Шафарик П. Й. О древнеславянских, именно кириловских типографиях в южно-славянских землях и прилежащих им краях, т. е. в Сербии, Босне, Герцеговине, Черной Горе, Венеции, Валахии и Седмиградии, в XV, XVI и XVII стол. : [Чит. в Филол. отд-нии Чеш. королев. о-ва наук 14 окт. 1841 г. н. сч.] / Пер. с чеш. [и примеч.] О. Бодянского. — М.: Унив. тип., 1846. — 11 с. — (Отт. из: Чтения в О-ве истории и древностей рос. — 1846. — № 3).
- Шафарик П. Й. Об имени и положении города Винеты, иначе Юмина, Юлина, Иомсбурга : [Чит. в заседании Ист. отд-ния Чеш. королевск. о-ва наук в Праге, 10 окт. 1844 г. н. сч.] / Пер. с чеш. О. Бодянского. — М.: О-во истории и древностей рос., 1847. — 20 с. — (Отт. из: Чтения в О-ве истории и древностей рос. — 1847. — № 7).
- Шафарик П. Й. Славянское народописание / Пер. с чеш. [и предисл.] И. Бодянского. — М.: Унив. тип., 1843. — 174 с.
- Шафарик П. Й. Славянские древности : Часть историческая / Пер. с чеш. [и предисл.] О. Бодянского. — 2-е изд., испр. — М.: изд. М. Погодиным, 1837—1848. — Т. 1, Кн. 1-3; Т. 2, Кн. 1-3. — 319+331+302+454+361+276 с. (Славянские древности. — 2-е изд., испр. — М.: Унив. тип., 1848. — Т. 1, Кн. 1-2; Т. 2, Кн. 1—3.)

### Издатель
- 1846 год — История русов или Малой России. Сочинение Георгия Конисского, архиепископа Белоруского. Москва, в университетской типографии.
- 1858 год — Источники малороссийской истории, собранные Д. Н. Бантышем-Каменским, и изданные О. Бодянским. Москва, в университетской типографии.
- 1863—1866 годы — Кирилл и Мефодий. Собрание памятников, до деятельности святых первоучителей и просветителей славянских племен относящихся", т. 1—2.
- 1873 год — Паннонское житие Кирилла. Списки 13—16.
- Житие Бориса и Глеба
- Житие Феодосия Печерского